# Lampenflora

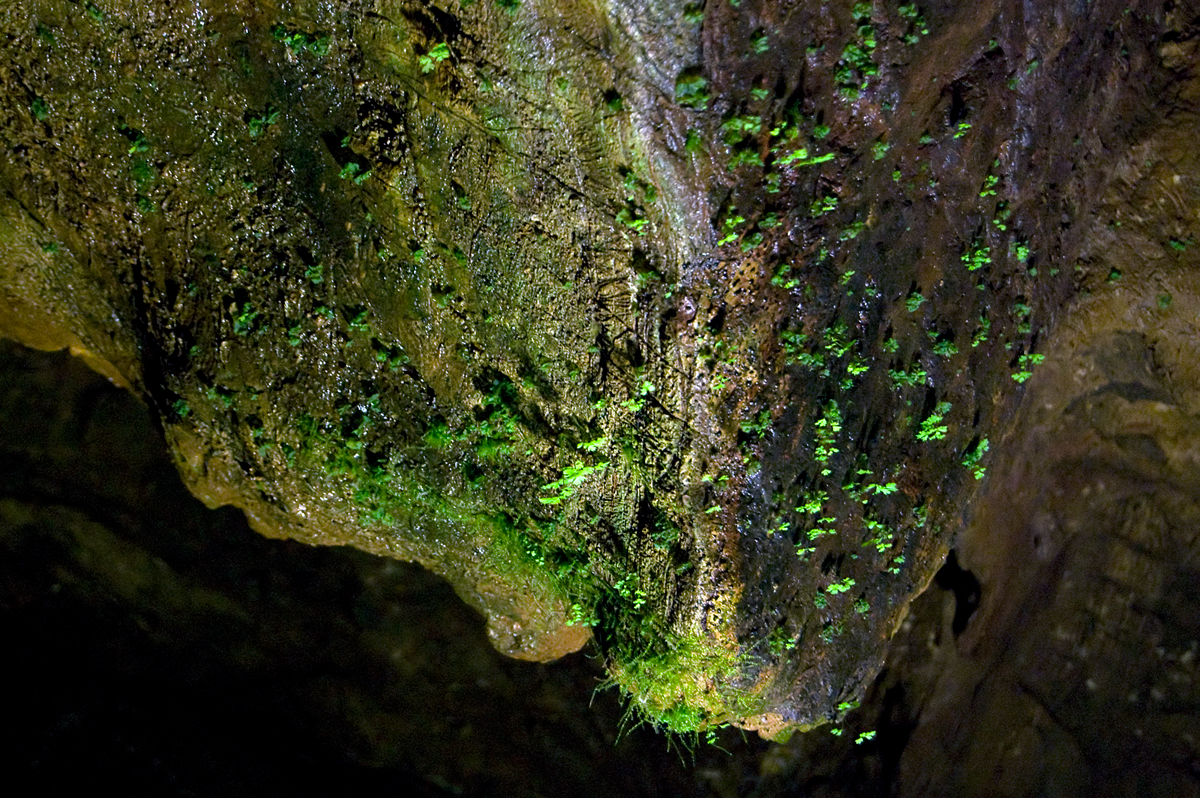
Lampenflora na Caverna de Cristal Kubacher Kristallhöhle, na Alemanha

Lampenfloras, são formas de vida autotróficas presentes em cavernas naturais ou artificiais, associadas à constante iluminação instalada nestas cavernas. Lampenfloras são um problema no que diz respeito à conservação das características originais das cavernas, registros artísticos e fauna.

## Tipos de lampenfloras
Até agora, foram descritos os seguintes tipos de lampenflora:
- Cianobactérias[1]
- Algas – Chlorophyceae, algas douradas (Chrysophyceae), diatomáceas (Bacillariophyceae)
- Plantas avasculares – Marchantiophyta (Marchantiophyta), musgo (Bryophyta)[1]
- Samambaias - Espécies dos gêneros Asplenium (baços), Cystopteris (Samambaias da bexiga), Adiantum (Samambaias), etc.[1]
- Angiospermas – saxifragem-dourada de folhas alternadas (Chrysosplenium alternifolium); Sabugueiro-preto[2] (Sambucus nigra) da família Moscatel (Adoxaceae) tem vindo a crescer desde Lurgrotte perto de Peggau na Estíria.[1]

Fungos e raízes que crescem em cavernas, bem como plantas que crescem em áreas naturalmente iluminadas, não são lampenfloras.

## Desenvolvimento
Os requisitos para o desenvolvimento da lampenflora são luz (artificial) e umidade suficientes. Um aumento do teor de nutrientes (por exemplo, utilização de fertilizantes em terras acima da caverna) ou calor (por exemplo. iluminação incandescente) pode resultar em um aumento da população de lampenflora. Os germes, sementes ou esporos podem ser trazidos para a caverna pelo ar, água, animais ou pessoas.
Em partes afóticas (sem luz) das cavernas, o crescimento a curto prazo de plantas fotossintéticas é possível graças ao tecido nutritivo das sementes. Depois que este tecido é consumido, a planta morre.

## Lampenflora como um problema
Lampenflora pode causar vários problemas: uma vez que lampenflora muda a aparência de cavernas disponíveis para o turismo, pode dar aos visitantes impressões errôneas sobre cavernas naturais. Já que elas não existem em cavernas não exploradas por humanos. Os ácidos fracos excretados pela lampenflora também podem causar danos e alterar o calcário e outras rochas. A lampenflora é especialmente perigosa para artefatos presentes em cavernas, como pinturas rupestres. O aparecimento de algas foi uma das razões pelas quais a caverna Lascaux foi fechada ao público. As plantas também podem perturbar a ecologia das cavernas.

## Redução da população de lampenflora
Existem vários métodos para reduzir a quantidade de lampenflora. Muitas medidas envolvem a mudança de iluminação nas cavernas, como a iluminação que só é ativada quando as pessoas estão próximas, iluminação de led que produz menos calor e coloca a iluminação mais longe das superfícies. Reduzir a luz vermelha e azul em favor da luz amarela também pode ajudar, mas geralmente torna as cavernas menos atraentes visualmente e pode tornar certas estruturas menos visíveis. Mesmo com iluminação específica, certas espécies de algas ainda podem aparecer.
A Lampenflora também pode ser periodicamente removida física ou quimicamente. Porém, a utilização de compostos fitotóxicos deve levar em consideração a integridade da ecologia, tanto no interior como no exterior da caverna, além da saúde dos visitantes e dos guias.